# Věra Hainzová
Věra Hainzová (24. listopadu 1930 Praha – 14. července 2018 Praha), byla česká akademická malířka a animátorka animovaných filmů pro děti, hlavně oblíbené postavičky Krtečka Zdeňka Milera.

## Životopis
Věra Hainzová (rozená Bruneová) vystudovala Státní grafickou školu v Praze u profesora Zdeňka Balaše a profesora Petra Dillingera a Vysokou školu uměleckoprůmyslovou v Praze u profesora Antonína Kybala, kterou úspěšně absolvovala v roce 1956.
Svoji uměleckou činnost zahájila v Ústředí lidové umělecké tvorby (ÚLUV, později Krásná jizba) při navrhování textilních vzorů. Od roku 1958 byla celých 44 let zaměstnána ve studiu Kresleného filmu Bratři v triku, nejprve v Praze na Klárově, později na Barrandově. Jako animátorka vdechla život desítkám kreslených postaviček ve stovkách filmů – nejznámějším je určitě animovaný seriál o Krtkovi výtvarníka Zdeňka Milera, který získal velikou oblibu. V současné době existuje 49 dílů o malém Krtečkovi. Zajímavostí je, že seriál o Krtečkovi není mluvený (s výjimkou 1. dílu – Jak krtek ke kalhotkám přišel), Krteček a jeho malí kamarádi pouze vydávají zvuky citoslovce, což jsou vlastně hlasové záznamy Milerových dvou malých dcer Kateřinky a Barborky.
Svoji bohatou výtvarnou činnost rozšířila i o ilustrace dětských knížek a pohádek na diapozitivech. Ilustrovala např. Povídky starého havrana, laponskou pohádku, kterou v mnoha jazykových verzích vydalo nakladatelství Artia, nebo pohádku Co měl zajíček k večeři, kterou vydalo nakladatelství Albatros. Rovněž ilustrovala pět klasických pohádek na diapozitivech.
Jejím největším uceleným dílem je však soubor 83 akvarelů dobřichovických vil, který Věra Hainzová namalovala v letech 2000–2015. Zachytila na něm prvorepublikové vily Dobřichovic, kam se ráda vracela po celý svůj život, podle svých vzpomínek z mládí.

## Výstavy
- 1957 – Ústředí umělecké lidové tvorby – Lidová výroba na Chodsku (textil)
- 1957 – Na Slovanském ostrově – Výstava čs. Textilu
- 1958 – Na mezinárodní výstavě v Bruselu – ubrusy v jídelně čs. Pavilonu
- 1959 – Galerie mladých s L. Těhníkem a J. Hausnerem (textil)
- Výstavní síň Galerie na Karlově nám. s R. Mejsnarem a J. Jelínkem (textil)
- 1960 – Společná výstava čs. Výtvarníků v Kanadě (textil)
- 1963 – Se skupinou Bilance – třetí členská výstava výtvarníků Umělecké Besedy v galerii českého spisovatele (textil)
- 1988 – Výstava výtvarníků animované tvorby Mánes (kresby k filmům)
- 1999 – Výstava v sále dr. Fürsta v Dobřichovicích (kresby k filmům)
- 2006 – Akvarely Dobřichovice a Brunšov – výstava v sále Dr. Fürsta v Dobřichovicích

## Filmografie
- Vodnická pohádka – 1973
- Krtek a zápalky – 1973
- Krtek a muzika – 1973
- Kocourek Mňouk – 1974
- Krtek hodinářem – 1974
- Krtek fotografem – 1974
- Krtek a vejce – 1974
- Krtek a karneval – 1974
- Dorotka a ježibaba – 1975
- Rumcajsí pohádka o vílině šlojířku [TV film] – 1975
- Dorotka a plamínek – 1976
- O mistra basy – 1976
- Dorotka a hvězda – 1977
- Stavitelé pyramid – 1977
- Dorotka a abeceda – 1977
- Příběhy cvrčka a štěňátka [TV seriál] – 1978
- O loupežníku Rumcajsovi [TV seriál] – 1981
- Káťa a Škubánek [TV seriál] – 1981
- Krtek ve městě – 1982
- Krtek ve snu – 1984
- Velká sýrová loupež – 1984
- Mikrob – 1986
- Krtek a medicina – 1987
- Krtek filmová hvězda – 1988
- Svatba prasátek – 1989
- Krtek a orel – 1992
- Sylvester and the Magic Pebble – 1992
- Pozor, bonbón [TV seriál]
- Goldilocks and the Three Bears – 1993
- Krtek a hodiny – 1994
- Krtek a weekend – 1994
- Krtek a robot – 1994
- Krtek a kamarádi – 1994
- Krtek a kachničky – 1995
- Krtek a myška – 1995
- Krtek a metro – 1997
- Krtek a maminka – 1997
- Krtek a houby – 1997
- Já Baryk [TV seriál] – 1998
- Krtek a pramen – 1999
- Krtek a šťoura – 1999

### Ilustrace
- Povídky starého havrana, laponská pohádka, nakladatelství Artia[2]
- Co měl zajíček k večeři, nakladatelství Albatros

## Pohádky na diapozitivech
1. Divoké labutě, Hans Christian Andersen [3]
2. Hrnečku vař, Karel Jaromír Erben [4]
3. Malá mořská víla, Hans Christian Andersen [5]
4. Vodní paní, Božena Němcová [6]
5. Pták Ohnivák a liška Ryška, Karel Jaromír Erben [7]

## Akvarely dobřichovických vil
1. Vila JUDr. Eduarda Krütznera (Bella Vista), 38x38cm, nečíslováno, 2000
2. Vila JUDr. Eduarda Krütznera (Bella Vista), 38x38cm, nečíslováno, 2000
3. Vila JUDr. Eduarda Krütznera (Bella Vista), 38x38cm, nečíslováno, 2000
4. Sál MUDr. Fürsta, 52x55cm, č. obrazu 1, 2007
5. Immatriculata, 52x70cm, č. obrazu 2, 2007
6. Vila rytíře JUDr. Antonína Randy, 52x55cm, č. obrazu 3a, 2006
7. Vila rytíře JUDr. Antonína Randy, 52x55cm, č. obrazu 3b, 2006
8. Vila F. X. Šaldy, 52x55cm, č. obrazu 4, 2002
9. Fixova vila, 52x55cm, č. obrazu 5, chybí rok
10. Vila JUDr. Josefa Herolda, 52x55cm, č. obrazu 6a, 2004
11. Vila JUDr. Josefa Herolda, 52x55cm, č. obrazu 6b, 2004
12. Vila JUDr. Josefa Herolda, 52x55cm, č. obrazu 6c, 2007
13. Vaňkova vila, 52x55cm, č. obrazu 7, 2007
14. Vila JUDr. Miroslava Krajníka, 52x55cm, č. obrazu 8a, 2004
15. Vila JUDr. Miroslava Krajníka, 52x55cm, č. obrazu 8b, 2004
16. Vila Františka Topiče, 52x55cm, č. obrazu 9a, 2004
17. Vila Františka Topiče, 52x55cm, č. obrazu 9b, 2004
18. Vila Františka Procházky (Luisa), 52x55cm, č. obrazu 10a, 2002
19. Vila Františka Procházky (Luisa), 52x55cm, č. obrazu 10b, chybí rok
20. Vila Františka Procházky (Luisa), 52x55cm, č. obrazu 10c, chybí rok
21. Vila Františka Procházky (Luisa), 52x55cm, č. obrazu 10d, 2001
22. Vila Luisy Matesové, 52x55cm, č. obrazu 11a, 2004
23. Vila Luisy Matesové, 52x55cm, č. obrazu 11b, 2014
24. Dobřichovický most, 52x55cm, č. obrazu 12, 2004
25. Hlávkova vila, 52x55 cm, č. obrazu 13, 2005
26. Vila Bohumila Staňka, 52x55cm, č. obrazu 14, 2001
27. Vila MUDr. Jaroslava Franty, 52x55cm, č. obrazu 15a, 2001
28. Vila MUDr. Jaroslava Franty, 52x55cm, č. obrazu 15b, 2001
29. Josífkova vila, 52x55cm, č. obrazu 16, 2004
30. Hainzova vila od vjezdu, 52x55cm, č. obrazu 17a, 2002
31. Hainzova vila od západu, 52x55cm, č. obrazu 17b, 2002
32. Hainzova vila od jihu, 52x55cm, č. obrazu 17c, 2004
33. Hainzova vila od ulice, 52x55cm, č. obrazu 17d, 2006
34. Hainzova vila v zimě, 52x55cm, č. obrazu 17e, 2006
35. Vila Čeňka Machovského, 52x55cm, č. obraz 18a, 2006
36. Vila Čeňka Machovského, 52x55cm, č obrazu 18b, 2006
37. Vila Františka Josefa Materny, 52x55cm, č. obrazu 19a, 2004
38. Vila Františka Josefa Materny, 52x55cm, č. obrazu 19b, 2004
39. Vila architekta Františka Buldry, 52x55cm, č. obrazu 20, 2006
40. Vila Jana Štěpánka, 52x55cm, č. obrazu 21, 2004
41. Vila JUDr. Eduarda Krütznera na jaře (Bella Vista), 52x55cm, č. obrazu 22a, 2001
42. Vila JUDr. Eduarda Krütznera na podzim (Bella Vista), 52x55cm, č. obrazu 22b, 2001
43. Vila JUDr. Eduarda Krütznera v létě (Bella Vista), 52x55cm, č. obrazu 22c, 2001
44. Vila JUDr. Krütznera v zimě (Bella Vista), 52x55cm, č. obrazu 22d, 2006
45. Vila JUDr. Krütznera (Bella Vista), 52x55cm, č. obrazu 22e, 2011
46. Posezení na zahradě vily čp. 140, 52x55cm, č. obrazu 22f, 2011
47. Roikova vila, 52x55cm, č. obrazu 23a, 2005
48. Roikova vila, 52x55cm, č. obrazu 23b, 2005
49. Šimkova vila, 52x55cm, č. obrazu 24, 2001
50. Sudova vila, 52x55cm, č. obrazu 25, 2001
51. Fleissigova vila v zimě, 52x55cm, č. obrazu 26, 2001
52. Růžkova vila, 52x55cm, č. obrazu 27, 2002
53. Bílý letohrádek ve Všenorech, 48x48 cm, č. obrazu 28, 2011
54. Dobřichovický zámek – dvůr fary, 52x55cm, č. obrazu 29, 2002
55. Dobřichovický zámek, 52x55cm, č. obrazu 30, 2002
56. Dobřichovický most, 52x55cm, č. obrazu 31, 2002
57. Dobřichovický most, 52x55cm, č. obrazu 32, 2002
58. Socha sv. Jana Nepomuckého u zámku, 52x55cm, č. obrazu 33, 2001
59. Zámecká kaple sv. Judy Tadeáše, 52x55cm, č. obrazu 34, 2001
60. Mýtné u mostu, 52x55cm, č. obrazu 35, 2001
61. Dobřichovický zámek pod sněhem, 52x55cm, č. obrazu 36, 2002
62. Dobřichovický zámek - náměstí, 52x55cm, č. obrazu 37, 2002
63. Dobřichovický zámek - nádvoří, 52x55cm, č. obrazu 38, 2002
64. Restaurace U nádraží (původně hotel Šebesta), 52x55cm, č. obrazu 39, 2004
65. Brichtova vila, 52x55cm, č. obrazu 40, 2004
66. Vila Pellé, 52x55cm, č. obrazu 41a, 2004
67. Vila Pellé, 52x55cm, č. obrazu 41b, 2004
68. Vila Pellé, 52x55cm, č. obrazu 41c, 2002
69. Vila JUDr. Antonína Doskočila, 52x55cm, č. obrazu 42a, 2001
70. Vila JUDr. Antonína Doskočila, 52x55cm, č. obrazu 42b, 2001
71. Penzion Stejskal, 62x65cm, č. obrazu 43, 2004
72. Dobřichovické nádraží, 47x66cm, č. obrazu 44, 2001
73. Náměstí u zámku, 52x70cm, č. obrazu 45, 2002
74. Dobřichovický zámek a fara, 51x70cm, č. obrazu 46, 2002
75. Moser-Baumgartnerova vila, 52x55cm, č. obrazu 47, 2004
76. Vila Václava Klenky, 52x55cm, č. obrazu 48, 2007
77. Vila Václava Klenky, 52x55cm, č. obrazu 49, 2007
78. Posezení na zahradě Františka Topiče, 52x55cm, č. obrazu 50, 2007
79. Posezení Na platišti, 43x68cm, č. obrazu 51, 2012
80. Mládkova vila, 52x55cm, č. obrazu 52, 2014
81. Vila JUDr. Josefa Háčka, 52x55cm, č. obrazu 53, 2015
82. Vila Aloise Bureše, 52x55cm, č. obrazu 54, 2015
83. Moje skalka, 52x55cm, č. obrazu 55, 2015

Obrazy nejsou číslovány vzestupnou řadou podle toho, kdy je Věra Hainzová-Bruneová malovala. Byly následně hromadně očíslovány až při organizaci výstavy Akvarely Dobřichovice a Brunšov v roce 2006, a to podle tematického seskupení – např. všechny obrazy Procháskovy vily Luisa byly seskupeny pod čísly 10a, 10b, 10c a 10d, i když byly malovány postupně v různých letech.